# Altillac
 Altillac  (en occitano Altilhac) es una comuna y población de Francia, en la región de Lemosín, departamento de Corrèze, en el distrito de Tulle y cantón de Mercoeur.
Su población en el censo de 2008 era de 843 habitantes, la mayor del cantón

## Demografía
| 743 | 762 | 720 | 791 | 824 | 801 | 843 |
| Para los censos de 1962 a 1999 la población legal corresponde a la población sin duplicidades (Fuente: INSEE [Consultar]) |     |     |     |     |     |     |